# Chenjiatan (sockenhuvudort i Kina, Hunan Sheng, lat 28,68, long 110,75)
Chenjiatan (kinesiska: 陈家滩, 陈家滩乡) är en sockenhuvudort i Kina. Den ligger i provinsen Hunan, i den södra delen av landet, omkring 220 kilometer väster om provinshuvudstaden Changsha. Antalet invånare är 8 401. Befolkningen består av 4 184 kvinnor och 4 217 män. Barn under 15 år utgör 16,0 %, vuxna 15-64 år 70 %, och äldre över 65 år 13,0 %.
Runt Chenjiatan är det ganska tätbefolkat, med 100 invånare per kvadratkilometer. Det finns inga andra samhällen i närheten. I omgivningarna runt Chenjiatan växer i huvudsak blandskog.
Genomsnittlig årsnederbörd är 1 952 millimeter. Den regnigaste månaden är maj, med i genomsnitt 364 mm nederbörd, och den torraste är december, med 36 mm nederbörd.